# Madsjö
Madsjö är en sjö i Uppvidinge kommun i Småland och ingår i Alsteråns huvudavrinningsområde. Sjöns area är 1,3 kvadratkilometer och den befinner sig 231 meter över havet.